# Wojewoda (1891)
Wojewoda (ros. Воевода) – rosyjska kanonierka torpedowa z końca XIX wieku i okresu I wojny światowej, jedna z sześciu jednostek typu Kazarskij. Okręt został zwodowany 8 grudnia 1891 roku w stoczni Schichau w Elblągu, a do służby w Marynarce Wojennej Imperium Rosyjskiego wszedł w czerwcu 1892 roku, z przydziałem do Floty Bałtyckiej. Od 1907 roku jednostkę wykorzystywano jako okręt łącznikowy. Okręt został w kwietniu 1918 roku pozostawiony w Pori i następnie wcielony do Fińskiej Marynarki Wojennej, gdzie służył pod nazwą „Matti Kurki”. Jednostkę skreślono z listy floty w 1937 roku i złomowano w roku następnym.

## Projekt i budowa
„Wojewoda” był jedną z sześciu kanonierek torpedowych typu Kazarskij (klasyfikowanych początkowo w Rosji jako krążowniki torpedowe) . Okręt należał do pierwszej serii trzech jednostek, które zostały zamówione i zbudowane w Niemczech .
Okręt zbudowany został w stoczni Schichau w Elblągu. Stępkę jednostki położono w lipcu 1891 roku, został zwodowany 8 grudnia 1891 roku, a do służby w Marynarce Wojennej Rosji przyjęto go w czerwcu 1892 roku  . Koszt budowy okrętu wyniósł 111 000 £.

## Dane taktyczno-techniczne
Okręt był niewielką, jednokominową kanonierką torpedową z dwoma masztami. Długość całkowita wykonanego ze stali kadłuba wynosiła 60,2 metra, szerokość 7,42 metra i zanurzenie 3,25–3,5 metra. Wyporność normalna wynosiła 400 ton, zaś pełna 432 tony . Okręt napędzany był przez maszynę parową potrójnego rozprężania o mocy 3500 KM, do której parę dostarczały dwa kotły lokomotywowe . Jednośrubowy układ napędowy pozwalał osiągnąć prędkość 21-22,5 węzła . Okręt mógł zabrać zapas węgla o masie 90 ton, co zapewniało zasięg wynoszący 1640 Mm przy prędkości 15 węzłów .
Okręt wyposażony był w dwie pojedyncze wyrzutnie torped kalibru 381 mm (jedna na dziobie, druga na pokładzie) . Uzbrojenie artyleryjskie stanowiło sześć pojedynczych dział kal. 47 mm Hotchkiss M1885 L/40 i trzy pojedyncze działka kal. 37 mm L/20, także Hotchkiss .
Załoga okrętu liczyła 65 oficerów, podoficerów i marynarzy .

## Służba
Jednostka weszła w skład Floty Bałtyckiej. W październiku 1907 roku „Wojewoda” stał się okrętem łącznikowym . W latach 1909–1910 dokonano modernizacji uzbrojenia jednostki: najpierw dwa działka kal. 47 mm zastąpiono dwoma działami kal. 57 mm L/50, a następnie (w 1910 roku) zdemontowano obie wyrzutnie torped oraz wszystkie armaty kal. 57 mm, 47 mm i 37 mm, instalując w zamian dwa pojedyncze działa Canet kal. 75 mm L/48 i dwa pojedyncze karabiny maszynowe kal. 7,62 mm . W kwietniu 1918 roku porzucony w Pori okręt został zdobyty przez Finów  . Jednostką wcielono do służby w Marynarce Wojennej Finlandii jako kanonierkę pod nazwą „Matti Kurki” . Okręt skreślono z listy floty w 1937 roku i złomowano w roku następnym .